# Barbecuesaus

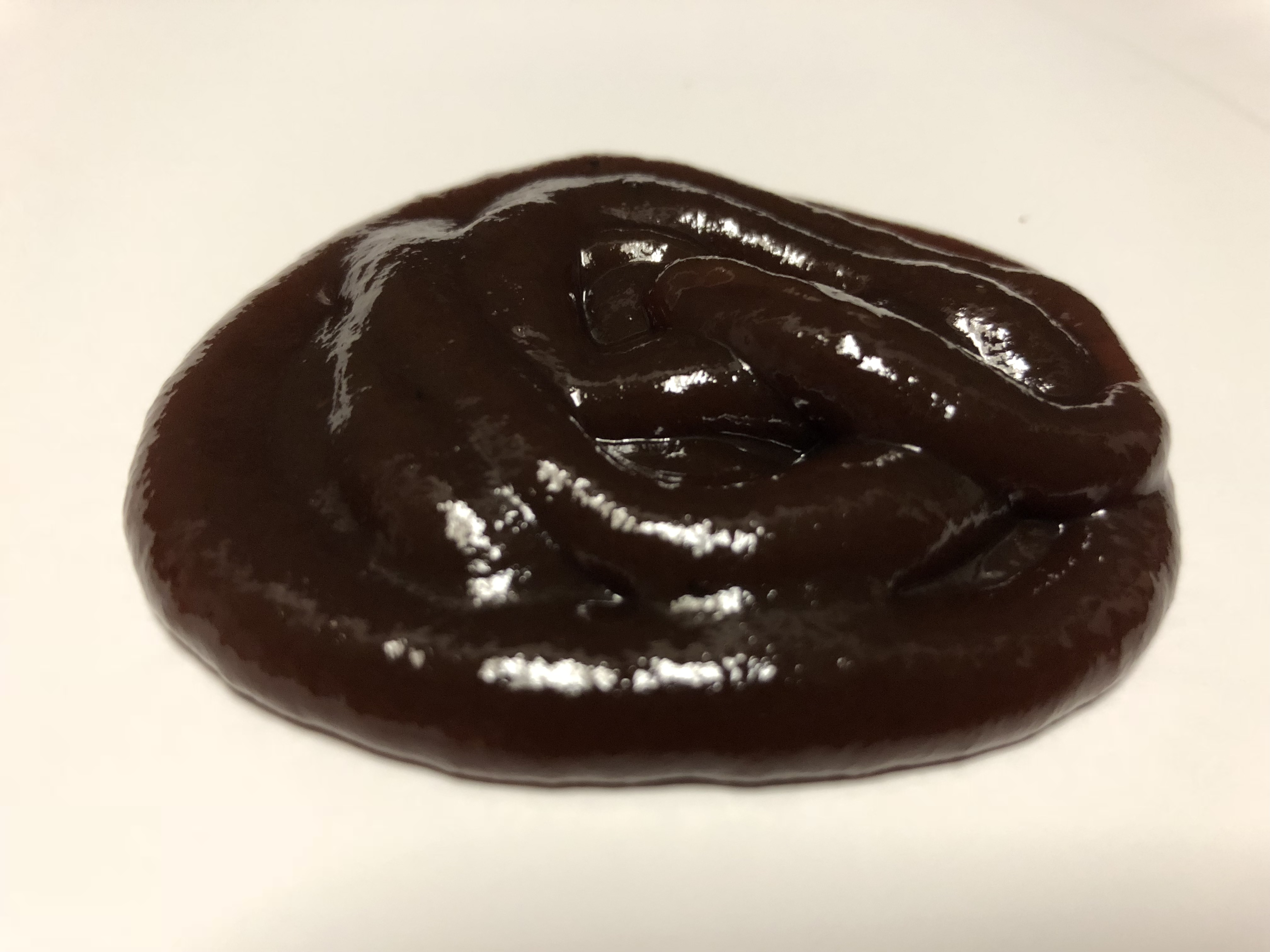
Een klodder barbecuesaus

Barbecuesaus is een sterk gekruide saus die voornamelijk als smaakmaker dient voor gebarbecuede vleesproducten. Commerciële barbecuesaus bevat azijn, suiker, kruiden, en gewoonlijk chilipeper.